# Christine Matison
Christine Matison (* 29. Oktober 1951) ist eine ehemalige australische Tennisspielerin.

## Karriere
Matison war 1978 bei den Australian Open die erste Qualifikantin, die das Halbfinale eines Grand-Slam-Turniers erreichte. Nach ihr gelangen dies unter anderem Alexandra Stevenson 1999 in Wimbledon und Nadia Podoroska 2020 bei den French Open.
Im Dezember 1975 triumphierte sie im Doppel beim WTA-Turnier in Perth an der Seite von Lesley Bowrey gegen Sue Barker und Michelle Tyler mit 7:6 und 6:3.

## Turniersiege

### Doppel
| Nr. | Datum         | Turnier | Kategorie | Belag | Partnerin     | Finalgegnerinnen          | Ergebnis |
| --- | ------------- | ------- | --------- | ----- | ------------- | ------------------------- | -------- |
| 1.  | Dezember 1975 | Perth   | WTA       | Rasen | Lesley Bowrey | Sue Barker Michelle Tyler | 7:6, 6:3 |